# Добривоје Ђорђевић (лекар)
Добривоје Ђорђевић (Лесковац, 1926 — Београд, 2007) српски је лекар.

## Биографија
Квалитетан скок у служби чини долазак овог сталног рендгенолога 1961. године после завршене специјализације у Београду. Први је стални рендгенолог, оснивач рендген кабинета и начелник те службе. Основну школу и гимназију је завршио у родном граду, а Медицински факултет у Београду 1952. године. Поред дисциплинованог и стручног рада у Рендгенолошком кабинету Болнице у Лесковцу показао је и велике активности у друштвеном раду — пре свега као члан Подружнице Српског лекарског друштва у Лесковцу. Показао је активност у својој матичној секцији. Објавио је преко 60 стручних и научних радова. Учесник је многих стручних састанака, конгреса и симпозијума. У својој активности био је и председник Савета за здравље Општине Лесковац, као и председник Фудбалског друштва „Дубочица”. Иако је радио релативно кратко време у Лесковцу, показао је изванредне резултате у домену своје струке и ударио темељ служби. Из Лесковца је отишао на II хируршку клинику код професора др Војислава К. Стојановића за начелника радиологије. Примаријус је постао 1985. године. Пензионисао се 1995. године.